# Boris Khmelnitsky
Boris Alexandrovich Khmelnitsky (Борис Александрович Хмельницкий); (Ussuriysk, 27 de junio de 1940 - Moscú, 16 de febrero de 2008) fue un actor de cine y teatro ruso.

## Biografía
Trabajó durante muchos años en el Teatro Taganka en Moscú. En el cine, fue conocido por sus papeles en las películas de aventuras soviéticas. Hizo los papeles de Robin Hood, Príncipe Igor, Capitán Grant entre muchos otros. La última película en la que participó fue Taras Bulba de Vladimir Bortko de 2008.
Hizo el papel de Robin Hood en la película de 1976 Las flechas de Robin Hood (Стрелы Робин Гуда) y en 1983 Ballada o doblestnom rytsare Ayvengo.
Se casó con la actriz Marianna Vertinskaya en 1975. Se divorció en 1981 con el que tuvieron una hija: Darya Khmelnitskaya.

## Filmografía parcial
- Sofiya Perovskaya (1968) como Nikolai Kibalchich
- The Eve of Ivan Kupalo (1968) como Piotr
- La tienda roja (1969) como Viglieri
- Knyaz Igor (1969) como Príncipe Igor
- Las flechas de Robin Hood (1975) como Robin Hood
- The Ballad of the Valiant Knight Ivanhoe (1983) como Robin Good
- Chyornaya strela (1985) como Lord Shoreby
- Zhizn i bessmertiye Sergeya Lazo (Miniserie 1985) como Capitán Grant
- Priklyucheniya Kventina Dorvarda, strelka korolevskoy gvardii (1988) como Khairuddin
- Komediya o Lisistrate (1989) como embajador Spartan
- Bez nadezhdy nadeyus (1990) como amigo de Dmitriy Ivanovich
- Karavan smerti (1992) como Pin
- Ubiystvo v Sanshayn-Menor (1992) como Joe Alex
- Jonathan degli orsi (1994) como Mercenario religioso
- War is Over. Please Forget... (1997) cameo
- Chernyy prints (2004) como jugador de cartas
- Taras Bulba (2009) como Borodaty (último papel)

## Premios y distinciones
- Artista del Pueblo de la Federación Rusa (2001)[3]